# Гольф на літніх Олімпійських іграх 2024
Змагання з гольфу на літніх Олімпійських іграх 2024 у Парижі тривали 3 1 по 10 серпня на Le Golf National у Гіянкурі Змагалися 120 гравців (по 60 кожної статі).

## Розклад змагань
| Р1 | Раунд 1 | Р2 | Раунд 2 | Р3 | Раунд 3 | ФР | Фінальний раунд |

| Дисципліна ↓ / Дата → | Чет 1 | П'ят 2 | Суб 3 | Нед 4 | Сер 7 | Чет 8 | П'ят 9 | Суб 10 |
| --------------------- | ----- | ------ | ----- | ----- | ----- | ----- | ------ | ------ |
| чоловіки              | Р1    | Р2     | Р3    | ФР    |       |       |        |        |
| жінки                 |       |        |       |       | Р1    | Р2    | Р3     | ФР     |

## Країни-учасниці
Змагаються спортсмени від 38 НОК.
- Аргентина (ARG) (2)
- Австралія (AUS) (4)
- Австрія (AUT) (3)
- Бельгія (BEL) (3)
- Канада (CAN) (4)
- Чилі (CHI) (2)
- Китай (CHN) (4)
- Колумбія (COL) (3)
- Чехія (CZE) (2)
- Данія (DEN) (4)
- Фінляндія (FIN) (4)
- Франція (FRA) (4)
- Німеччина (GER) (4)
- Велика Британія (GBR) (4)
- Індія (IND) (4)
- Ірландія (IRL) (4)
- Італія (ITA) (3)
- Японія (JPN) (4)
- Малайзія (MAS) (2)
- Мексика (MEX) (4)
- Марокко (MAR) (1)
- Нідерланди (NED) (3)
- Нова Зеландія (NZL) (4)
- Норвегія (NOR) (4)
- Парагвай (PAR) (1)
- Філіппіни (PHI) (2)
- Польща (POL) (1)
- Пуерто-Рико (PUR) (1)
- Сінгапур (SGP) (1)
- Словенія (SLO) (2)
- ПАР (RSA) (4)
- Південна Корея (KOR) (5)
- Іспанія (ESP) (4)
- Швеція (SWE) (4)
- Швейцарія (SUI) (2)
- Китайський Тайбей (TPE) (4)
- Таїланд (THA) (4)
- США (USA) (7)

## Медальний залік

### Таблиця медалей
*   Країна-господарка (Франція)
| Місце               | NOC                 | Золото | Срібло | Бронза | Загалом |
| ------------------- | ------------------- | ------ | ------ | ------ | ------- |
| 1                   | Нова Зеландія       | 1      | 0      | 0      | 1       |
| 1                   | США                 | 1      | 0      | 0      | 1       |
| 3                   | Велика Британія     | 0      | 1      | 0      | 1       |
| 3                   | Німеччина           | 0      | 1      | 0      | 1       |
| 5                   | Китай               | 0      | 0      | 1      | 1       |
| 5                   | Японія              | 0      | 0      | 1      | 1       |
| Загалом (6 збірних) | Загалом (6 збірних) | 2      | 2      | 2      | 6       |

### Медалісти
| Дисципліна | Золото                   | Срібло                          | Бронза                  |
| ---------- | ------------------------ | ------------------------------- | ----------------------- |
| чоловіки   | Скотті Шеффлер · США     | Томмі Флітвуд · Велика Британія | Хідекі Мацуяма · Японія |
| жінки      | Лідія Ко · Нова Зеландія | Естер Гензелайт · Німеччина     | Лінь Сіюй · Китай       |